# قرار مجلس الأمن التابع للأمم المتحدة رقم 1662
قرار مجلس الأمن التابع للأمم المتحدة رقم 1662، الذي تم تبنيه بالإجماع في 23 مارس 2006، بعد إعادة التأكيد على جميع القرارات المتعلقة بالحالة في أفغانستان، بما في ذلك القرارين 1589 (2005) و1659 (2006)، مدد المجلس ولاية بعثة الأمم المتحدة للمساعدة في أفغانستان لفترة إضافية مدتها اثني عشر شهرًا.

## القرار

### أعمال
وجدد مجلس الأمن ولاية بعثة الأمم المتحدة لتقديم المساعدة إلى أفغانستان لمدة اثني عشر شهرا إضافية من تاريخ اتخاذ القرار الحالي. وحث السلطات الأفغانية والمجتمع الدولي على تنفيذ «اتفاق أفغانستان» بالكامل والوفاء بالمعايير.
ورحب القرار بالتقدم المحرز فيما يتعلق بالشرطة والجيش الأفغاني، وبتأسيس برلمان جديد، والتقدم المحرز في برنامج نزع السلاح والتسريح وإعادة الإدماج والاستراتيجيات الجديدة المتعلقة بإصلاح العدالة ومكافحة المخدرات فيما يتعلق بالأفيون.
دعا مجلس الأمن إلى احترام حقوق الإنسان والقانون الإنساني الدولي في جميع أنحاء أفغانستان، ودعا بعثة الأمم المتحدة لتقديم المساعدة إلى أفغانستان والمفوضية السامية للأمم المتحدة لشؤون اللاجئين للمساعدة في تنفيذ جوانب حقوق الإنسان في الدستور الأفغاني.
علاوة على ذلك، تمت دعوة أفغانستان للتعاون مع بعثة الأمم المتحدة في سياق ولايتها، لضمان سلامتها وحرية حركتها. طُلب من القوة الدولية للمساعدة الأمنية، بما في ذلك عملية الحرية الدائمة، التصدي لخطر الإرهاب والتطرف الذي يشكله تنظيم القاعدة وحركة طالبان والجماعات الأخرى في البلاد. وفي الوقت نفسه، تم الحث على تعزيز تدابير بناء الثقة بين أفغانستان والبلدان المجاورة.
أخيرًا، تم توجيه الأمين العام كوفي عنان لتقديم تقرير كل ستة أشهر عن الوضع في أفغانستان.

## روابط خارجية
- نص القرار في undocs.org